# Dumitru Petrescu
Dumitru Petrescu (Bucarest, 10 maggio 1906 – Negotin, 13 settembre 1969) è stato un generale e politico rumeno, più volte ministro della Repubblica Socialista di Romania.

## Biografia
Si è unito al Partito Comunista Rumeno nel 1932, in seguito arrestato per aver partecipato ai scioperi di Grivita del 1933, ma riuscì a fuggire e si rifugiò in Cecoslovacchia e poi in Unione Sovietica. Frequento la Scuola Internazionale leninista dell'URSS (1935-1938). Lavorò presso le sezioni di lingua rumena e alla casa editrice Pubblicitaria di Mosca. Nell'autunno del 1939 lavorò presso la VII Direzione della politica Superiore dell'Armata Rossa, che si occupava di contrastare gli eserciti nemici. 
Dopo la formazione della Divisione "Tudor Vladimirescu" nel novembre del 1943, fu nominato comandante di corpo, cioè capo della divisione politica. Ottenendo il grado di maggiore. Tornato in Romania nell'agosto 1944, divenne capo del Dipartimento di Educazione e Cultura. Poi nominato Vice-Dirigente della Divisione politica "Horia Crisan Gallina" al grado di tenente colonnello. Inoltre ricopri la carica di Segretario di Stato per la Guerra (6 dicembre 1944 - 28 febbraio 1945). Dopo il ritorno a casa, venne elevato al rango di generale e nominato Ispettore Generale della Pubblica Istruzione dell'Esercito, della cultura e della propaganda. 
Fu un membro della PCR. Svolse le funzioni di Presidente dell'Assemblea Nazionale (26 gennaio - 29 maggio 1950), Presidente del Comitato di Stato (con funzione di ministro) (14 gennaio 1951 - 9 marzo 1952), Ministro delle finanze (9 marzo 1952 - 3 ottobre 1955), Vice Presidente del Consiglio dei Ministri (4 ottobre 1955 - 26 maggio 1956) e Presidente del Comitato di Stato per la tutela del lavoro (con il funzione di ministro) (30 dicembre 1965 - 8 dicembre 1967).